# Kateřina Tučková
Kateřina Tučková (Brno, 1980. október 31. –) cseh írónő és kurátor.

## Élete
Brnóban született és jelenleg felváltva Brnóban és Prágában él. A gimnázium elvégzése után a Brnóban a Masaryk Egyetem Bölcsészettudományi Karán folytatta tanulmányait ahol művészettörténetet, valamint cseh nyelvet és irodalmat tanult. Tanulmányait 2014-ben Prágában a Károly Egyetemen a Bölcsészettudományi Kar Művészettörténeti Intézetén fejezte be doktori disszertációval.
Mint kurátor irányította az elsősorban a művészek legfiatalabb generációjára összpontosított ARSkontakt brünni galériát (2004 – 2006), 2010-től a Chrudimi Kiállítóterem kurátorja és együttműködik több más magán és nyilvános galériákkal.

## Munkássága
A cseh közönség számára a vitás Gerta Schnirch meghurcoltatása című regénnyel vált ismertté, amelyben egy 1945 májusában az otthonából kiűzött csehszlovák német nő sorsát dolgozta fel az úgynevezett „brünni halálmenetben“. 
A könyv Jiří Orten díjra és Josef Škvorecký díjra lett jelölve. Végül a Magnesia Litera olvasói díjat szerezte meg 2010-ben. 
A regény adaptációját 2014 októberétől a brünni HaDivadlo színház mutatja be (Rendező: Marián Amsler, trailer: https://www.youtube.com/watch?v=ot-rk4iYyFs). 
Az Üldözött istennők című könyve ismét a cseh történelemre összpontosít, amikor is benne megragadja a Fehér Kárpátok területén élő kivételes gyógyító közösség történetét. Ez a közösség túlélte a 17. századi boszorkánypereket, az egyház elnyomását és bírósági pereket a 19. század folyamán, úgyszintén a protektorátusi totalitás időszakát is, de végül is fel lett számolva a kommunista rezsim által.
Az Üldözött istennők című regényéért Kateřina Tučková megkapta a Josef Škvorecký díjat, a Cseh bestseller díjat, a Magnesia Litera díjat – olvasók Kosmas díját és a Cseh könyvek olvasók díjat. 
A színházi adaptációt a Zlíni Városi Színház játssza (rendező: Dodo Gombár, trailer: https://www.youtube.com/watch?list=UUR0fMxWNQCHqRidvJ6oW1tA&t=17&v=UuAWocGoulg). 
Kateřina Tučková regényeit 13 nyelvre fordították le és hangoskönyv formájában is megjelentek (Csehországban a kiadó OneHotBook ).
Magyar fordításban Kateřina Tučková művei a Kalligram kiadó gondozásában jelennek meg.

## Művei
- Az én apám Kamil Lhoták, Vltavín 2008 – Kamil Lhoták festő szépirodalmi önéletrajzát megírták K. Tučková és R. Hédervári együttműködésben annak fiával, ifj. Kamil Lhotákkal.
- Gerta Schnirch meghurcoltatása, Host 2009 – regény
- Brünni halálmenet, Szélmalmok 2012 – antológia a brünni németek kiűzéséről
- Üldözött istennők, Host 2012 – regény
- Gyár – textilbárók története a morvai Manchesterből, Host 2014 – a „Brno – morvai Manchester“, Morvai Galéria Brnóban lezajló kiállítási projektet kísérő elbeszélés

## Magyarul
- Gerta Schnirch meghurcoltatása; ford. Csoma Borbála; Kalligram, Pozsony, 2012
- Üldözött istennők; ford. Csoma Borbála; Kalligram, Pozsony, 2016